# نبرد مرز پارس
نبرد مرز پارس دومین برخورد میان نیروهای ماد و پارس در جریان جنگ‌های آنها بود.
با اینکه گمان می‌شود که این جنگ یک پیروزی قاطع برای پارس‌ها نبوده‌است ولی شواهد نزول قدرت مادها به‌خصوص در جنوب غربی ایران را به وضوح نشان می‌دهد.
این نبرد اولین نبردی بود که کمبوجیه اول در آن جنگید و اولین نبردی که پسر کوروش بزرگ در آن جنگید. اولین نبرد عمده میان دو قدرت بود که ۲ روز طول کشید تلاشی بود و قرار بود آزادی را برای پارس به ارمغان بیاورد. نتیجه این جنگ عقب‌نشینی سریع و راهبردی پارس‌ها به جنوب بود که برای نبرد سوم آماده شوند.